# دانیل لاتکوفسکی
دانیل لاتکوفسکی (انگلیسی: Daniel Latkowski؛ زادهٔ ۱۱ نوامبر ۱۹۹۱) بازیکن فوتبال اهل آلمان است.
از باشگاه‌هایی که در آن بازی کرده‌است می‌توان به باشگاه فوتبال اسنابروک اشاره کرد.